# Kuber
El Kniaz Kuber (o Kouver) fue un líder protobúlgaro, probablemente hermano del Kniaz Asparukh y miembro del clan Dulo, que según los Milagros de San Demetrio, en el 670 era el líder de una población mixta de cristianos protobúlgaros, "Romanos", eslavos y germanos que habían sido transferidos a la región de Srem (Sirmia) en Panonia por los ávaros 60 años antes. Los Milagros de San Demetrio afirman que, alrededor de 680, había un Kuber que participó en la caída del Kanato ávaro, y después repelió un ataque ávaro, y condujo a sus seguidores de alrededor de 70.000 personas, de Srem a Macedonia. Los bizantinos inicialmente llamaron a su pueblo Sermisianoi (según su antiguo asentamiento - Sirmium), y más tarde el de Keramisianoi (según el nombre del nuevo lugar en que se asentaron: la llanura de Keramissian en el Gran Macedonia).
Creador de Kuberova Bulgaria en Macedonia.